# 原風景 (みのや雅彦のアルバム)
『原風景』（げんふうけい）は、日本のシンガーソングライターである簔谷雅彦（現・みのや雅彦）の2枚目のアルバム。

## 解説
今作では2つの楽曲で外部のアーティストを作詞に起用しており、下田逸郎が担当している。また、後にテレビドラマの主題歌として起用される「笑えないピエロ」が収録されている。
この年より、札幌でのホールコンサート会場が道新ホールとなり、2014年に札幌市教育文化会館へと変更されるまで、長らく毎年の公演が続けられた。

## 批評
『CDジャーナル』は、「70年代末から市場を席巻したニューミュージックの時代の爛熟を感じさせるサウンド。」と批評した。

## 収録曲
- 全作詞・作曲:簑谷雅彦（特記以外）、編曲:川村栄二

1. オーバーチュア 海にきています
2. 青い影
3. 国道232
4. たわむれ
5. 窓辺にもたれて
6. 哀しいつばさ
作詞:下田逸郎
7. 笑えないピエロ
8. 男と女がいる時間
作詞:下田逸郎
9. 夜明けの街を
10. 問わず語らず
11. 海にきています

## STAFF
- PRODUCER :稲葉竜文(CBS/SONY)
- DIRECTOR：須川敏治(SD北海道)[4],大輪晃義(STVパック),藤岡孝章(CBS/SONY)
- MANEGER ：山田義彦(SD北海道)
- SOUND COORDINATOR & RECORDING ENGINEER :川都修久,助川健
- EXECUTIVE PRODUCER :稲垣博司(CBS/SONY)[5]
- ART DIRECTION & DESIGN :仁張明男(CBS/SONY)
- PHOTOGRAPHY :波多健
- STYLIST :三宅由美子